# Thrypticus aequalis
Thrypticus aequalis är en tvåvingeart som beskrevs av Robinson 1975. Thrypticus aequalis ingår i släktet Thrypticus och familjen styltflugor.
Artens utbredningsområde är Dominica. Inga underarter finns listade i Catalogue of Life.